# Topiramato
O topiramato (nome comercial: Topamax(R) - marca de referência) é um anticonvulsivante que possui evidências de agir como estabilizante de humor e como neuroprotetor.

## Usos clínicos
Usado no tratamento de:
- Epilepsia;[5][6]
- Enxaqueca;[7]
- Hipertensão intracraniana idiopática;[8]
- Transtornos alimentares[9][10];
- Dor neurogênica;[11]
- Obesidade[12][13];
- Transtorno bipolar e ciclotimia[14]
- Alcoolismo[15];
- Tabagismo;[16]
- Dependência em cocaína[17] e;
- Transtorno de estresse pós-traumático.[18]

Por diminuir a fome, estabilizar o humor e facilitar o auto-controle resulta na perda de peso de 50 a 60% dos pacientes.

## Farmacologia
O topiramato é rapidamente absorvido e possui farmacocinética linear. Não interfere nos níveis séricos de outros anticonvulsivantes como carbamazepina, ácido valpróico ou fenobarbital, mas pode elevar os de fenitoína. Em estudos com ratos revelou causar problemas na gravidez e estar presente no leite materno.
Entre seus efeitos estão a potencialização da atividade do GABA, a diminuição da atividade dos canais de sódio voltagem-dependentes (diminuindo assim sinapses desnecessárias), a inibição da anidrase carbônica e o antagonismo da atividade do glutamato nos receptores AMPA.
No tratamento da mania os resultados são contraditórios, com um estudo mostrando sua eficácia em 50% e outro, este duplo-cego, mostrando ele equivalente ao placebo (ambos com alta remissão).
Pode enfraquecer o efeito de anti-concepcionais de estrogênio.
Não é recomendado durante a gravidez pelo risco de má formações, especialmente nos lábios.

## Efeitos colaterais
Foi pouco estudado isoladamente mas nos estudos utilizado junto com outros anticonvulsivantes seus efeitos colaterais foram parestesias (sensações na pele como calor e formigamento sem estímulo visível), cansaço, sonolência, tonturas, diminuição da coordenação motora (ataxia), dificuldade de concentração, além dos já mencionados, e em 1,5%, pedra nos rins.
Em um estudo apenas com o Topiramato os efeitos colaterais mais comuns foram:
- Parestesias (menor sensibilidade tátil e formigamento)(23.7%);
- Infecção respiratória (nariz e boca) (17.5%);
- Perda de apetite (13.3%);
- Náusea (15.4%);
- Diarréia (16.8%);
- Problema de memória (11.2%);
- Diminuição dos reflexos (4.1%);
- Sonolência (3.2%);
- Cansaço (3.3%);
- Dificuldade de concentração (3.2%);

Esses efeitos colaterais estão fortemente associados a quantidade do medicamento e são mais fortes no início do tratamento portanto ele deve ser introduzido aos poucos para minimizá-los. Por causa de seus efeitos colaterais, não deve ser usado antes de atividades que exijam alta concentração e atenção como dirigir e praticar esportes. É importante não interromper o tratamento subitamente pois isso leva a um risco aumentado de convulsões.

## Overdose
Os sintomas da overdose incluem, mas não são limitados a:
- Agitação
- Depressão
- Dificuldades na fala
- Visão borrada ou visão dupla
- Confusão mental
- Problemas de coordenação motora
- Coma
- Desmaio
- Mal-estar estomacal e dores de estômago
- Perda de apetite e vômitos
- Falta de ar
- Batimentos cardíacos irregulares
- Fraqueza muscular
- Dor óssea
- Morte

## História
Descoberto em 1979 por Bruce E. Maryanoff e Joseph F. Gardocki por laboratórios da Johnson & Johnson. Desde a expiração da patente (em fevereiro de 2009) passou ser utilizado e testado para diversos tipos de transtornos psiquiátricos e neurológicos. Como é uma droga recente, ainda está sendo muito estudada por laboratórios do mundo todo.